# Ратманский, Михаил Самойлович
Ми́хаил Само́йлович Ратма́нский (при рождении Миху́ель Аро́н-Шлёмович Ратма́нский; 20 октября 1900, Одесса — 4 июля 1919, Триполье) — один из организаторов комсомола на Украине, комиссар роты частей особого назначения большевиков.

## Биография
Родился 7 октября (по старому стилю) 1900 года в Одессе в семье рабочего, васильковского мещанина Арона-Шлёмы Либеровича Ратманского, и его жены Баси-Роды Ратманской, урождённой Кербель. Кроме него в семье росло ещё пятеро детей:
- Ципора (10 сентября 1899 — ?);
- Нисон (15 января 1902 — ?);
- Эстер (10 марта 1905 — ?);
- Люба (15 июня 1909 — ?);
- Абрам (20 октября 1912 — ?).

Когда ему было 6 лет отец уехал на заработки в США, начал подрабатывать с 10 лет. С 1912 работал в Киеве в ювелирной мастерской. Познакомился с марксистами в 1915 на занятиях в подпольном кружке, член Коммунистической партии с 1916 года. Руководил нелегальным социал-демократическим кружком молодёжи. После Февральской революции, в 1917 году, становится членом инициативной группы Киевского комитета РСДРП(б) по организации молодёжи города. В октябре 1917 года один из основателей социалистического Союза рабочей молодёжи «3-й Интернационал». Участник вооружённых восстаний в Киеве в октябре (ноябре) 1917 и в январе 1918, Гражданской войны на Украине. Погиб в бою с повстанцами атамана Зелёного в селе Триполье (Обуховский район, Киевская область, Украина).

## Память
В 1926 году режиссёр Александр Дмитриевич Анощенко-Анод выпустил на экраны фильм «Трипольская трагедия» (одна из первых ролей в кино народной артистки УССР Евгении Алексеевны Петровой, в роли Ратманского — Е. Тимофеев).
Также о походе комсомольцев создано несколько литературных произведений:
- Писатель Леонид Соломонович Первомайский в 1929 году опубликовал поэму «Трипольская трагедия».
- Поэт Борис Петрович Корнилов в 1933 году создал поэму «Триполье»[5].

В советское время в его честь была переименованы улица и переулок в Киеве, а также улица Героев Триполья.
Композитор Яков Аркадьевич Левин в 1939 написал сочинение для голоса и фортепиано: «Песня про Мишу Ратманского» (слова Иосифа Айзиковича Остропольского, псевдоним Андрей Угаров).